# Gusu
Gusu är ett stadsdistrikt och säte för stadsfullmäktige i Suzhou i Jiangsu-provinsen i östra Kina. Distriktet utgör större delen av den gamla stadskärnan. Det bildades 2012 av de tidigare stadsdistrikten Canglang, Pingjiang och Jinchang.